# 14426 Katotsuyoshi
14426 Katotsuyoshi este un asteroid din centura principală de asteroizi.

## Descriere
14426 Katotsuyoshi este un asteroid din centura principală de asteroizi. A fost descoperit pe 29 octombrie 1991 la Kitami de Kin Endate și Kazuro Watanabe. Asteroidul prezintă o orbită caracterizată de o semiaxă mare de 2,32 ua, o excentricitate de 0,20 și o înclinație de 4,7° în raport cu ecliptica.